# Rakytie (sedlo)
Sedlo Rakytie (710 m n. m.) je průsmyk v pohoří Lúčanská Malá Fatra, nad obcí Strečno. Nachází se v severní části pohoří, mezi vrchy Rakytie (741 m n. m.) a Grúň  (1100 m n. m.). 

## Doprava
V minulosti vedla sedlem stará cesta od Strečnianského hradu do Vrútek, která obcházela nebezpečné a často nesjízdné úseky podél Váhu. Skalnato-blátivé podloží s velkým stoupáním však velmi omezovalo průchodnost i touto cestou, proto se využívala jen v nezbytných případech.  V současnosti vede ze Strečna pohodlná asfaltová cesta až do sedla, kterou využívají cykloturisté a lesní pracovníci. Ze sedla vede odbočka na blízký stejnojmenný vrch.

## Přístup
- po  červené značce asfaltovou cestou ze Strečna s pokračováním do sedla Javorina a na hlavní hřeben. [1]